# Pierre Tissot
Pour les articles homonymes, voir Tissot et Pierre Tissot (homonymie).
Pierre Tissot est un acteur français.
Actif dans la voix off et le doublage, il est notamment l'une des voix françaises de Benedict Cumberbatch, entre autres et prête sa voix à différents supports audiovisuels.

## Biographie
Pierre Tissot a été formé à l’École nationale supérieure des arts et techniques du théâtre (ENSATT). Il joue au théâtre à Paris et en province, notamment sous la direction d'Alain Ollivier.
Il a participé à quelques œuvres cinématographiques et télévisuelles mais il est principalement actif dans le doublage et la voix off. Il est notamment la voix récurrente de Benedict Cumberbatch. Il prête également sa voix pour des documentaires, les chaînes de télévision (Arte, TF1, France Télévisions, etc.), pour des publicités et la radio. Depuis 2012, il est la voix antenne de BeIN Sports.

## Théâtre
- 1989 : À propos de neige fondue de Fiodor Dostoïevski, mise en scène Alain Ollivier, Théâtre de Gennevilliers, Théâtre national de Strasbourg

## Filmographie
- 2012 : Ici-bas de Jean-Pierre Denis

## Doublage

### Cinéma

#### Films
- Benedict Cumberbatch dans : 
  - Twelve Years a Slave (2013) : William Ford
  - Star Trek Into Darkness (2013) : John Harrison / Khan Noonien Singh
  - The Current War (2017) : Thomas Edison
  - La Vie extraordinaire de Louis Wain (2021) : Louis Wain

- 2013 : Percy Jackson : La Mer des monstres : Kronos (Robert Knepper)
- 2016 : American Nightmare 3 : Élections : Eric (Adam Cantor)
- 2017 : A Beautiful Day : le sénateur Albert Votto (Alex Manette)
- 2022 : Decision to Leave : ? (?)
- 2023 : Plus tard, j'atteindrai les étoiles : ? (?)
- 2025 : The Alto Knights : juge Liebowitz (Jeffrey Grover)

#### Films d'animation
- 2014 : Les Pingouins de Madagascar : l'agent Confidentiel[1]

### Télévision

#### Téléfilms
- Stephen Huszar dans :
  - Les Petits Meurtres de Ruby : Témoin silencieux (2019) : Jake Killian
  - Les Petits Meurtres de Ruby : Héritage empoisonné (2019) : Jake Killian
  - Coup de foudre pour la bachelorette (2019) : Olivier
  - Les Petits Meurtres de Ruby : Prédiction mortelle (2020) : Jake Killian

- 2011 : Le Visage d'un prédateur : Kyle Vernon (Adrian Holmes (en))
- 2014 : Aaliyah : Destin brisé : ? ( ? )
- 2017 : The Child in Time : Stephen Lewis (Benedict Cumberbatch)
- 2021 : Diamants, orgueil et trahison : Simon (Adam Hollick)

#### Séries télévisées
- Jeffrey Pierce dans :
  - The Tomorrow People (2013-2014) : Jameson
  - Drop Dead Diva (2014) : Greyson

- Timothy Simons dans :
  - Looking for Alaska (2019) : M. Starnes (mini-série)
  - Candy : Meurtre au Texas (2022) : Pat Montgomery (mini-série)

- 2006-2007 : Le Roman de la vie : voix additionnelles
- 2007 : Le Destin de Bruno : voix additionnelles
- 2011-2012 : The Secret Circle : Charles Meade (Gale Harold) (21 épisodes)
- 2012 : Parade's End : Christopher Tietjens (Benedict Cumberbatch) (mini-série)
- 2013-2014 : The Originals : le père Kieran O'Connell (Todd Stashwick)
- 2015-2016 : Game of Thrones : le prince Doran Martell (Alexander Siddig) (6 épisodes)
- 2015-2017 : Hand of God : Nathan Brooks (Jimmy Ray Bennett)
- 2017-2019 : Au fil des jours : Scott (Eric Nenninger) (7 épisodes)
- 2022 : Bang Bang Baby : ? (?)
- 2022 : Le Seigneur des anneaux : Les Anneaux de pouvoir : l'Étranger (Daniel Weyman)
- 2025 : À l'aube de l'Amérique : Thomas (Tom Sons) (mini-série)

#### Séries d'animation
- 2016 : Star Wars : L'Aube de la résistance : FN 20-03
- 2016-2018 : Chasseurs de trolls : Les Contes d'Arcadia : Draal
- 2020 : Mages et Sorciers : Les Contes d'Arcadia : Draal
- 2023 : The Misfit of Demon King Academy : Nousgalia

### Jeu vidéo
- 2023 : Diablo IV : Le Barbare

## Voix off

### Documentaires
- L'Enfer de Matignon : le narrateur
- Notre-Dame des douleurs de Tarik Noui : le narrateur (fictions)
- 2017 : Thomas Pesquet, l'envoyé spatial de Jürgen Hansen et Pierre-Emmanuel Le Goff : le narrateur
- 2020 : Mal traités d'Alexandre Chavouet : le narrateur
- 2022 : Ouïghours, mécanique d'un génocide annoncé : narrateur

### Livres audio
- ? : Éloge de la lenteur, éditions Audiolib : le narrateur
- 2011 : American Psycho, éditions Thélème, trad. Alain Defossé : le narrateur
- 2012 : Le Concile de pierre, Paris, éditions Thélème,  (ISBN 978-2-87862-725-1) (notice BnF n°FRBNF43538717, support 2 disques) : le narrateur
- 2021 : Le Bétail des Dieux d'Alain Daniélou, éditions Asieur : le narrateur

### Divers
- OSS 117 : Rio ne répond plus (teaser radio)
- Mémorial Charles de Gaulle, voix
- Radio France, voix antenne
- Diverses publicités - dont celles pour Direct Énergie ou Essilor - et bandes-annonces
- TF1, voix antenne (Grand Prix de F1, L'Île de la tentation, Téléfoot…)
- France 5, voix antenne
- Radio Classique
- National Geographic Channel France, voix antenne
- Planète, voix antenne
- Permis de conduire, l'expérience inédite, sur France 4
- PlayStation 4